# Doudoukou
Doudoukou est une localité ivoirienne située dans la région de Gagnoa, au sud-ouest du pays.